# Чемпіонат світу з художньої гімнастики 1994
Чемпіонат світу з художньої гімнастики 1994 пройшов з 6 по 9 жовтня в місті Париж, Франція. У цьому чемпіонаті світу не було змагань з командної першості.

## Медалісти
| Дисципліна         | Золото                                                                  | Срібло                                                          | Бронза                                       |
| Особиста першість  | Особиста першість                                                       | Особиста першість                                               | Особиста першість                            |
| ------------------ | ----------------------------------------------------------------------- | --------------------------------------------------------------- | -------------------------------------------- |
| Абсолютна першість | Марія Петрова (BUL)                                                     | Нікого не нагороджено                                           | Аміна Заріпова (RUS) Лариса Лук'яненко (BLR) |
| Вправа з м'ячем    | Олена Вітриченко (UKR) Катерина Серебрянська (UKR)                      | Нікого не нагороджено                                           | Марія Петрова (BUL)                          |
| Вправа зі стрічкою | Катерина Серебрянська (UKR)                                             | Марія Петрова (BUL) Олена Вітриченко (UKR) Аміна Заріпова (RUS) | Нікого не нагороджено                        |
| Вправа з булавами  | Катерина Серебрянська (UKR)                                             | Марія Петрова (BUL)                                             | Аміна Заріпова (RUS)                         |
| Вправа з скакалкою | Лариса Лук'яненко (BLR) Марія Петрова (BUL) Катерина Серебрянська (UKR) | Нікого не нагороджено                                           | Нікого не нагороджено                        |

## Медалісти (групові вправи)
| Дисципліна          | Золото         | Срібло         | Бронза         |
| Групові вправи      | Групові вправи | Групові вправи | Групові вправи |
| ------------------- | -------------- | -------------- | -------------- |
| Групова першість    | Росія          | Іспанія        | Болгарія       |
| 6 скакалок          | Росія          | Болгарія       | Іспанія        |
| 4 обручі + 2 булави | Болгарія       | Росія          | Іспанія        |

## Медальний залік
| Місце               | Країна              | Золото | Срібло | Бронза | Загалом |
| ------------------- | ------------------- | ------ | ------ | ------ | ------- |
| 1                   | Україна             | 5      | 1      | 0      | 6       |
| 2                   | Болгарія            | 3      | 2      | 2      | 7       |
| 3                   | Росія               | 2      | 2      | 2      | 6       |
| 4                   | Білорусь            | 1      | 0      | 1      | 2       |
| 5                   | Іспанія             | 0      | 1      | 2      | 3       |
| Загалом (5 збірних) | Загалом (5 збірних) | 11     | 6      | 7      | 24      |